# آيت علي آيت بوهو (آيت المجدوب)
آيت علي آيت بوهو هو دُوَّار يقع بجماعة آيت أوريبل، إقليم الخميسات، جهة الرباط سلا القنيطرة في المملكة المغربية. ينتمي الدوّار لمشيخة آيت المجدوب التي تضم 3 دواوير. يقدر عدد سكانه بـ 1730 نسمة حسب الإحصاء الرسمي للسكان والسكنى لسنة 2004.

## وصلات خارجية
- البوابة الوطنية للجماعات الترابية
- المندوبية السامية للتخطيط